# Lisa Kudrow

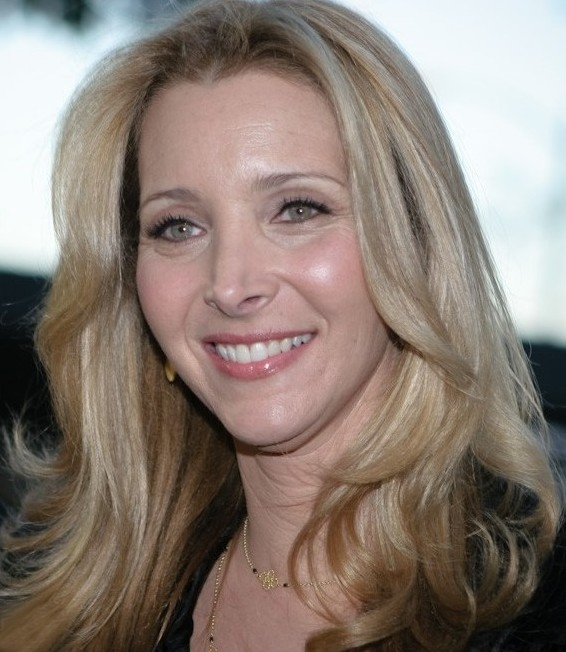
Lisa Kudrow (2009)

Lisa Valerie Kudrow (* 30. Juli 1963 in Los Angeles, Kalifornien) ist eine US-amerikanische Schauspielerin. Sie ist insbesondere aus der erfolgreichen US-Sitcom Friends bekannt.
In Friends spielt sie die eigenwillige Phoebe Buffay und gleichzeitig deren Zwillingsschwester Ursula, die sie auch in der Serie Verrückt nach dir darstellte.

## Leben
Kudrow hatte immer eine Leidenschaft für die Schauspielerei, dachte aber, bevor sie das College verließ, nie daran, sie zum Beruf zu machen. In jungen Jahren spielte sie oft Szenen aus ihren Lieblingsfilmen für Freunde und Verwandte nach. Als Kudrow nach dem College nach Kalifornien zurückkehrte, blitzte ihre Leidenschaft für die Schauspielerei wieder auf. Ein Freund ihres Bruders, der Schauspieler und Komödiant Jon Lovitz, ermutigte sie dazu, ihren Traum weiter zu verfolgen. Sie begann, mit der Improvisationstrainerin Cynthia Szigeti und dem Schauspiellehrer Ian Tucker zu arbeiten, und wurde 1989 Mitglied der berühmten Improvisationstheatergruppe The Groundlings aus Los Angeles.
Bekannt wurde Lisa Kudrow als Phoebe Buffay in der Fernseh-Sitcom Friends. Für die Rolle gewann Kudrow 1998 einen Emmy für herausragende schauspielerische Leistungen in einer Nebenrolle einer Comedy-Serie. Neben drei Emmy-Nominierungen erhielt Kudrow auch Nominierungen für den Golden Globe, Screen Actors Guild Award und American Comedy Award.
Zusätzlich zu ihrem Erfolg im Fernsehen erhielt Kudrow positive Kritiken für ihre Filmrollen. Kudrow spielte in dem Film The Opposite of Sex – Das Gegenteil von Sex, dessen Drehbuch Don Ross geschrieben hat und der auch Regie führte, in der Rolle der Lucia zusammen mit Christina Ricci, Martin Donovan, Ivan Sergei und Lyle Lovett. Für diese Rolle erhielt sie sowohl einen Preis als beste Nebenrolle als auch eine Nominierung für den Independent Spirit Award. Des Weiteren spielte sie in Clockwatchers, mit Toni Collette und Parker Posey. 1997 hatte sie die Hauptrolle in der von der Kritik gelobten Komödie Romy und Michele mit Mira Sorvino inne. Sie spielte in Albert Brooks’ Komödie Mother ebenso wie in Reine Nervensache (Analyze this) unter der Regie von Harold Ramis zusammen mit Billy Crystal und Robert De Niro. Daneben arbeitete sie an Aufgelegt! (Hanging Up), bei dem Diane Keaton Regie führte und selbst zusammen mit Meg Ryan mitwirkte. 
Kudrow zeichnete sich dadurch aus, dass sie in zwei außergewöhnlichen Fernsehserien gleichzeitig präsent war. Neben ihrer Rolle als Phoebe in Friends spielte Kudrow die liebenswerte, aber vom Kellnerstress geplagte Ursula in Verrückt nach dir (englisch Mad About You). Die beiden Charaktere Phoebe und Ursula sind Zwillinge. Lisa Kudrow trat in Friends in einzelnen Folgen nicht nur als Phoebe, sondern auch als deren Schwester auf.
Kudrow ist seit Mai 1995 mit Michel Stern verheiratet. Zusammen haben sie einen Sohn (* 1998). Ihre Schwangerschaft wurde in Friends eingebaut: Als Phoebe trägt sie in der vierten bis fünften Staffel die Drillinge ihres Halbbruders aus.
Kudrow ist Absolventin des Vassar College und erlangte einen Abschluss in Biologie.

## Filmografie (Auswahl)
- 1989: Cheers (Fernsehserie, Episode 8x09)
- 1991: Mord von oben (Murder in High Places)
- 1992: Mord aus Leidenschaft (In the Heat of Passion)
- 1992–1999: Verrückt nach dir (Mad About You, Fernsehserie)
- 1994: Time Chasers
- 1994–2004: Friends (Fernsehserie)
- 1995: Zwei Satansbraten außer Rand und Band (The Crazysitter)
- 1996: Mother
- 1997: Clockwatchers
- 1997: Hacks
- 1997: Romy und Michele (Romy and Michele’s High School Reunion)
- 1998: The Opposite of Sex – Das Gegenteil von Sex (The Opposite of Sex)
- 1999: Reine Nervensache (Analyze This)
- 2000: Aufgelegt! (Hanging Up)
- 2000: Lucky Numbers
- 2001: Dr. Dolittle 2 (nur Stimme)
- 2001: The Anniversary Party
- 2002: Reine Nervensache 2 (Analyze That)
- 2003: Wonderland
- 2003: Marci X
- 2005: Happy Endings
- 2005, 2014: The Comeback (Fernsehserie, 21 Episoden)
- 2007: Kabluey
- 2007: P.S. Ich liebe Dich (P.S. I Love You)
- 2008–2014: Web Therapy (Webserie, 132 Episoden)
- 2009: Das Hundehotel (Hotel for Dogs)
- 2009: Paper Man – Zeit erwachsen zu werden (Paper Man)
- 2009: Bandslam – Get Ready to Rock! (Bandslam)
- 2009: Powder Blue
- 2009: Cougar Town (Fernsehserie, Episode 1x11)
- 2009: The Other Woman (Love and Other Impossible Pursuits)
- 2010: Einfach zu haben (Easy A)
- 2013: Scandal (Fernsehserie, 4 Episoden)
- 2014: Bad Neighbors (Neighbors)
- 2015: BoJack Horseman (Fernsehserie)
- 2015: El Americano: The Movie
- 2016: Bad Neighbors 2 (Neighbors 2: Sorority Rising)
- 2016–2019: Unbreakable Kimmy Schmidt (Fernsehserie)
- 2016: Girl on the Train (The Girl on the Train)
- 2017: The Boss Baby (Stimme von Mrs. Templeton)
- 2017: Table 19 – Liebe ist fehl am Platz (Table 19)
- 2018: Grace and Frankie (Fernsehserie, 3 Episoden)
- 2019: Booksmart
- 2019: Long Shot – Unwahrscheinlich, aber nicht unmöglich (Long Shot)
- 2020: Lady Business (Like a Boss)
- 2020–2021: Feel Good (Fernsehserie, 6 Episoden)
- 2020–2022: Space Force (Fernsehserie, 8 Episoden)
- 2020: Death to 2020
- 2021: Friends: The Reunion
- 2021: Boss Baby – Schluss mit Kindergarten (The Boss Baby: Family Business, Stimme)
- 2021–2023: HouseBroken (Fernsehserie, Stimme, 30 Episoden)
- 2023: Rick and Morty (Fernsehserie, Stimme, Episode 6x06)
- 2024: Time Bandits (Fernsehserie, 10 Episoden)
- 2024: Mr. & Mrs. Smith (Fernsehserie, 2 Episoden)
- 2024: No Good Deed (Fernsehserie, 8 Episoden)
- 2025: The Parenting

## Auszeichnungen
Für ihre Rolle in Reine Nervensache wurde Kudrow für folgende Preise nominiert, bzw. hat sie folgende Preise gewonnen:
- Fernseh- und Kinopreis American Comedy Award (2000) (nominiert)[3]
- Kinopreis Blockbuster Entertainment Award (2000) (gewonnen)[4]

Für ihre Rolle der Phoebe Buffay in Friends:
- Fernseh- und Kinopreis American Comedy Award (1996, 1999, 2001 nominiert; 2000 gewonnen)
- Fernsehpreis Emmy (1995, 1997, 1999, 2000, 2001 nominiert; 1998 gewonnen)
- Fernseh- und Kinopreis Golden Globe Award (1996 nominiert)[5]
- Publikumspreis Kid’s Choice Award (2000 nominiert)[6]
- Fernseh- und Kinopreis Satellite Award (2002 nominiert; 2001 gewonnen)
- Fernseh- und Kinopreis Screen Actors Guild Award (1996, 1999, 2001, 2002, 2003, 2004 nominiert; 2000 gewonnen)
- Fernsehpreis TV Guide Award (2000 gewonnen)
- Publikumspreis Teen Choice Award (2002 nominiert)

Für ihre Rolle der Lucia DeLury in The Opposite of Sex:
- Fernseh- und Kinopreis American Comedy Award (1999 nominiert)
- Kinopreis Chicago Film Critics Association Award (1999 nominiert)
- Kinopreis Chlotrudis Award (1999 gewonnen)
- Kinopreis Independent Spirit Award (1999 nominiert)
- Kinopreis New York Film Critics Circle Award (1998 gewonnen)
- Publikumspreis Teen Choice Award (1999 nominiert)

Für ihre Rolle der Michele in Romy und Michele:
- Kinopreis MTV Movie Award (1998 nominiert)
- Fernseh- und Kinopreis Satellite Award (1998 nominiert)

Für ihre Rolle der Maddy Mozell in Aufgelegt!:
- Publikumspreis Teen Choice Award (2000 gewonnen)

Für ihre Rolle der Valerie Cerish in The Comeback:
- Fernsehpreis Emmy (2006 nominiert)
- Fernseh- und Kinopreis Gracie Allen Award (2006 gewonnen)

Für ihre Rolle der Linda in Mother:
- Kinopreis Goldene Himbeere (1997 nominiert)